# Faipar
A faipar a fa feldolgozásával foglalkozó ipar. A fa olyan természetes anyag, mely könnyen beszerezhető, jól alakítható, rugalmas, állati- és növényi nedvekkel és levekkel kiválóan színezhető és bizonyos feltételek mellett még időt álló is. (Velence közel egy évezrede áll vörösfenyő cölöpökön.)
A fa őseinknél az élet legrangosabb szimbóluma, a családjaink eredetének és elágazódásainak bemutatására használták és használjuk ma is, rajzolt sziluettjét. A legrégebbi építményeinknél, a jurtáink tartófal rácsait készítették hajlított fából, ma is megcsodálandó mérnöki szerkezeti megoldással és pontossággal. E rácsszerkezeteket gyapjúnemezzel fedték a huzat, az eső és a lehűlés megakadályozására. Ezekben a praktikus otthonokban szintén, fából készített lovaglónyereg szolgált kényelmes ülőhelyként, az alvásnál pedig a fejtámasz szerepét töltötték be. Régen hazánkat hatalmas erdőségek és árterek mocsaras rétjei borították, ahol, sás, nád, fűzvessző és természetesen a fa szinte korlátlan mennyiségben kínálták magukat építésre és használati tárgyak készítésére.
Később megjelennek a kezdetleges ácsolt és rönkfából készült bútorok, kerítések, kapuk és gazdasági épületek (ólak, csűrök, górék). A letelepedés erdőirtással, mocsarak lecsapolásával és a földművelés kialakulásával járt. A munkaeszközök, szerszámok nagy része is fából készült. Felhasználják, part- és védművek, hidak építésére is, de a bányaművelés is elképzelhetetlen lett volna fa nélkül.
A 16. században a kínaiak találmánya [forrás?] alapján hazánkban is megkezdődik a papírgyártás, amelynek később szintén a fa lesz legfontosabb alapanyaga. Napjainkra az erdőterületek oly mértékben lecsökkentek, hogy a fa becses és igen drága árucikké vált, a belőle készülő használati tárgyak egyre keresettebbek.

## A fa, mint építőanyag
A fa, mint építőanyag egyidős az emberiséggel. Kezdetben, mint a természetben fellelhető és megmunkálható anyag, ez állt rendelkezésre, de később már teljesen világossá váltak a fa kiváló tulajdonságai. A fa azonban új építőanyagok felfedezésével, a technikai, technológiai fejlődéssel, az iparszerű folyamatok terjedésével, és ezzel párhuzamosan az erdőterületek drasztikus csökkenésével háttérbe szorult. Teherhordó szerkezeteink jórészt betonból, vasbetonból és acélból készülnek. Ugyanakkor az utóbbi néhány évtizedben a Föld környezeti problémái felhívták a figyelmet a környezettudatosság fontosságára, az emberek ismét törekszenek arra, hogy összhangban éljenek a természettel (például a keleti kultúra betör a mai Európába). Talán részben ezért, ismét előtérbe került a fa, mint építőanyag.
Valóban a fát számos előnyös tulajdonsága teszi kiváló építőanyaggá. Könnyen, sokoldalúan megmunkálható. Növekedésének irányában magas szilárdságú, haránt irányban azonban kevéssé. Ez elsősorban az építkezés során fontos, hiszen a szerkezet tervezésénél ezt a szempontot veszi alapul a gyártó. A fa súlyához képest nagy szilárdságú, könnyen megmunkálható és kombinálható.
A többi építőanyaghoz képest a fa jó hőszigetelő, levegővel töltött sejtszerkezete révén kevéssé vezeti el a meleget. Ugyanakkor ebből a rossz hővezetési tulajdonságából következik, hogy tűzálló, nehezen éghető, belső rétegei lassan melegszenek fel, ellentétben a fémmel, amely, ha eléri olvadáspontját, menthetetlen. Tűz hatására a külső rétegek elszenesednek, amelyek tovább növelik a hőszigetelő hatást, mivel akadályozzák az oxigén bejutását a belsőbb rétegekbe.
A faszerkezetes házak jó hőszigetelő képessége továbbá abban rejlik, hogy lehetőség van vastag hőszigetelő rétegek szerkezetbe való beépítésére. Márpedig a jó hőszigetelés kisebb fűtési költséget jelent, mivel a faszerkezetes házakat könnyű kifűteni, azaz a ház gyorsan átmelegszik, nincsenek úgynevezett meleg átnyúlások, amikor a falak csak akkor adják le a tárolt hőt, amikor a helyiségnek már éppen hűlnie kellene.
Így a szoba lehűtéséhez szükséges nyáresti szellőztetések rövidebbek a kisebb hőtárolásnak köszönhetően. A falak és a kinti levegő közötti kisebb hőmérséklet különbség megakadályozza a kellemetlen légáramlatok kialakulását, kellemes klímát biztosít, továbbá megakadályozza a nedvesség lecsapódását, így a sarkok bepenészedését is.
Ha ökológiai irányból közelítjük meg a dolgot, elmondható, hogy a fa az egyetlen megújítható erőforrás, az erdőtelepítéseknek köszönhetően. Előállításához nem szükséges fosszilis energia, sőt, mint ismeretes, a fa növekedése közben szén-dioxidot von el a levegőből, amivel csökkenti az üvegházhatást. Feldolgozása után tovább- és újrahasznosítható, akár további alapanyagként, akár fűtőanyagként.
A fa mint építőanyag élettartama nagyban függ a szakszerű kezeléstől, légszáraz állapot biztosításától, feldolgozásától. Így a házban lévő szerkezet akár száz-százötven évig semmiféle alakváltozást nem szenved, és állékonyságából sem veszít. A fa otthonos, meleg hatást kelt, jól kombinálható egyéb anyagokkal a lakberendezés során, és ma újra divatját éli.

### Az építőiparban használatos faipari termékek csoportosítása
Fa alapanyagú épületszerkezeti elemek felhasználásával lehetőség van alacsony energiaigényű, vagy akár a passzív házakhoz szükséges kiemelkedő hőszigetelő képességű határolószerkezetek szárazépítészeti technológiával történő létrehozására.
Az alábbiakban bemutatott anyagok elsősorban ragasztással készülnek, fontos kiemelni, hogy a formaldehid ragasztóanyag használata - a mérgező gázok fejlődése miatt – nem megengedett, a ragasztóanyag megválasztásánál ezt mindenképpen figyelembe kell venni.
- Rúdelemek
  - Tömör fa alapú elemek
    - Fűrészelt gerenda
    - Ragasztott tartók

  - Furnér alapú elemek
    - Furnérlemezből ragasztott tartó
    - Furnércsíkokból ragasztott tartó

  - Forgács alapú elemek
  - Összetett I tartók; Jellemzői: csekély súly, kézzel építhető; nem vetemedik, mérettartó; vékony gerinc miatt minimális hőhíd; egyszerű gépészeti áttörések

- Táblaelemek
  - Tömör fa alapú elemek
    - Egyrétegű tábla
    - Többrétegű, ragasztott elemek
      - Párhuzamos rostirányú anyagokból
      - Merőleges rostirányú anyagokból

  - Furnér alapú elemek
    - Építő furnér lemez
    - Furnérozott lemez

  - Forgács alapú lemezek
    - Préselt forgácslemez
    - Ragasztott forgácslemez
    - Műgyantával ragasztott forgácslemez
    - Cementkötésű forgácslemez

  - Farost alapú elemek
    - Porózus farostlemez
    - Középnehéz farostlemez
    - Kemény farost lemez

## A hazai faipar története
A hazai faiparra korábban és jelenleg is a nagyfokú vertikalitás volt a jellemző, ahol egy-egy üzem keretében többféle faipai és nem faipari tevékenységet végeztek. Az utóbbi évtizedekben a faipar szervezetében, termelési szerkezetében, piaci kapcsolataiban olyan mértékű átalakulás történt, amely alapvetően megváltoztatta az egész ágazat arculatát. Ezek a folyamatok a tulajdonviszonyokban bekövetkezett változásokat követően új szervezeti formák kialakulásával, a technikai és technológiai folyamatok fejlesztése révén már olyan minőségi változásokat eredményeztek, amelyek már közelebb hozták az ágazatot a fejlett országok színvonalához.
Az átalakulás folyamán a megváltozott belföldi és külföldi kereslethez igazodva a faipar egyes szakágazatainál eltérő mértékű fejlődés valósult meg. A legnagyobb termelésnövekedés a túlnyomó részben további feldolgozásra termelő fafeldolgozó iparban, a legkisebb termelésbővülés a bútorgyártás területén valósult meg.

### Fafeldolgozás (elsődleges faipar)
Ökológiai szemléletű és ökonomikus fahasznosítást feltételezve három termékpályát és három felhasználási kört kell áttekintenünk. A kitermelt faanyagot így három csoportra bonthatjuk: értékes hengeres fa, ipari vékonyfa és tűzifa.

#### Termékpályák
- hengeres fa – fűrészelt, illetve furnér és rétegelt falemez termékek,
- ipari vékonyfa – agglomerált lemezek (farostlemezek, forgácslapok), cellulóz- és papíripar,
- tűzifa – energia.

Felhasználói kör:
- építőipar,
- bútoripar,
- lakosság, közüzemek, illetve saját
- /üzemi/ energiatermelés.

## Felhasználása
A fának több mint 10 ezer felhasználási célja, módja és területe ismert.

### A felhasználás területei
- Bútoripar: polcok, székek, padok, asztalok, ágyak, bölcsők, szekrények, szekrénysorok, kárpitosipar
- Épületasztalos-ipar: ajtók, ablakok, paletták
- Építőipar: faházak, faváz-szerkezetek, tetőszerkezetek, hidak, felüljárók, lépcsők, dobogók, támfal, móló, fagyapot
- Burkolás: padlóburkolás (hajópadló, svédpadló), lambéria, íves faházborító, teraszburkolatok, parketta
- Járműipar: hajógyártás, repülőgépgyártás, autógyártás (műszerfal, plató), szekér, vasút, talpfa, vagonok
- Tárolóeszközök: ládák, rekeszek, hordók, dongák, kád, raklapok, konténerek, csomagolóanyag-ipar, dobozok
- Tüzelőanyag: tűzifa, brikett, pellett, energiaipar: fűrészpor, csiszolatpor, forgács, apríték, erdei eselék
- Művészet: fafaragás, faszobrászat, intarziakészítés, dísztárgykészítés, fegyvermarkolatok, belsőépítészet
- Hangszergyártás: orgona, fuvola, oboa, klarinét, fagott, pikoló, hárfa, zongora, hegedű, gordonka, brácsa, nagybőgő, cseleszta, üstdob, cimbalom, xilofon, gitár, síp
- Sportszergyártás: ütők (pingpong, tenisz, baseball, krikett, tollas, squash) biliárd dákó, pingpongasztal, síléc, szánkó, gördeszka, számszeríj, tomfa, horgászbot, kajak, kenu, csónak, sporthajó
- Egyéb: bútorlap-gyártás, lap-lemez ipar, gyufagyártás, játékgyártás, szerszámnyelek, szaunák, papírgyártás, képkeretezés, kerítéselemek, modellezés, koporsókészítés
- Egyéb termékek: sámfa, vállfa, fogpiszkáló, létra, sétabot, ceruza, kefe, fésű

## Külső hivatkozások
- Faipar.hu
- Kaszás László Országos Faipari CÉG-információs adatbázis - G-Portál
- A FAIPAR MŰSZAKI - TUDOMÁNYOS FOLYÓIRAT
- Korszerű fa épületszerkezetek - Lengyel Ágoston, Szakdolgozat